# Stefanie Melbeck
Stefanie Melbeck (ur. 16 kwietnia 1977 w Hamburgu) – niemiecka piłkarka ręczna, wielokrotna reprezentantka Niemiec. Występuje na pozycji prawoskrzydłowej. Obecnie gra w Bundeslidze, w drużynie Buxtehuder SV. W kadrze narodowej zadebiutowała w 1998 roku w meczu przeciwko Węgierkom.

## klubowe

### Puchar EHF
- (2000)

### Puchar Niemiec
- (2006)

### Mistrzostwa Danii
- (2010)

### Puchar Zdobywców Pucharów
- (2010)

### Mistrzostwa Niemiec
- (2001, 2011)

## reprezentacyjne

### Mistrzostwa Świata
- (2007)